# Sjitik

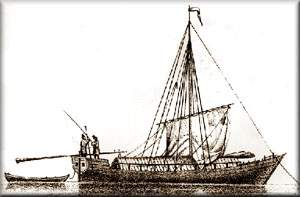
Sjitik

Een sjitik (Russisch: Шитик) was een kleine Russische zeilboot met platte bodem, die veel werd gebruikt voor de handel van de 11e tot de 15e eeuw. De afmetingen van een sjitik waren 3 tot 4 bij 10 tot 15 meter. Het schip was zeewaardig, maar werd ook vaak gebruikt voor het transport over de rivieren. Het laadvermogen was maximaal 15 tot 24 ton. De boot had een mast met een vierkant zeil en een onderkomen voor de bemanning daaronder. Ook werden riemen gebruikt. De sjitik werd vooral ingezet door de Novgoroders en vanaf de 13e eeuw vormde de sjitik het meest gebruikte handelsschip onder de Pomoren.